# Roger Chapman
Roger Chapman (nasceu como Roger Maxwell Chapman em 8 de abril de 1942 em Leicester), também conhecido como Chappo, é um vocalista de rock inglês. Ele é melhor conhecido por ser membro da banda de rock progressivo Family, que ele fez junto com Charlie Whitney, em 1966. Em 1974, ele formou a banda de rock e R&B Streetwalkers. Sua idiossincrasia de teatralidade quando fazia seus concertos e cantava se tornou um figura culta do rock britânico. Chapman afirmou que ele tentava cantar como Little Richard ou seu ídolo Ray Charles. Desde o começo de 1980, ele tem gastado muito de seu tempo na Alemanha e faz aparições especiais na Alemanha. Ele ganhou o prêmio Artista do Ano e foi nomeado para o prêmio Lifetime Achievement em 2004.

## História
Chapman foi originalmente vocalista do Farinas, no qual lançou o single You'd Better Stop em agosto de 1964. (No entanto, os vocais principais naquele single eram feitos por Jim King). Ele se juntou ao The Roaring Sixties e então mais tarde renomearam para Family em 1966. Em 1967, o primeiro single foi lançado, "Scene Through The Eye Of A Lens", algo do psicódelico clássico. Chapman escreveu a maioria das canções de Family com Charlie Whitney e seu primeiro álbum Music in a Doll's House foi lançado em 1968. Seu blues misturado com um rock experimental ganhou reputação como uma banda progressiva underground.
O lançamento de A Song For Me (1970) e Anyway (1971) estabeleceu que Family como a banda de rock mais alto e rápida também capaz de produzir uma música acústica mais intensa, no cenário musicas underground britânico, naquele tempo. Em 28 de agosto de 1970, ele apareceram no terceiro Festival da Ilha de Wight. No entanto a banda era popular no Reino Unido e na Europa, sucesso nos EUA iludiram eles e em 1973, eles se separaram.
Chapman formou Chapman-Whitney com Whitney, no final de 1973. Ele assinaram com a gravadora Vertigo e gravaram o álbum Chapman Whitney Streetwalkers (1974), com a formação incluindo outros membros do Family e King Crimson, bem como Nicko McBrain, que atualmente está no Iron Maiden. Chapman e Whitney transformaram sua banda para Streetwalkers, que foram uma banda de rock polido que usavam mais white soul do que a Family usava. Eles lançaram Downtown Flyers (1975), e se moveram para um groove heavy metal no álbum Red Card (1976) que foi lançado no Reino Unido em 1976 que continua a ser lembrado com muito respeito pelos fãs de música e da imprensa musical. Mais dois álbuns se seguiram antes da banda se separar em 1977, terminando os onze anos de parceria musical Whitney-Chapman.
Em 1979, Chapman começou sua carreira solo e gravou seu primeiro álbum solo chamado Chappo. Sua banda de fundo se tornou conhecida como The Shortlist naquela época e eles fizeram uma turnê extensiva na Europa, durante este período. A canção de Chapman chamada "Shadow On The Wall" foi gravada por Mike Oldfield, que usou os vocais de Chapman e incluiu ela no seu álbum Crises (1983). Ele apareceu como artista convidado no segundo álbum do Box of Frogs chamado Strange Land (1986) cantando os vocais principais nas duas canções. Chapman gravou Walking the Cat (1989) e Hybrid and Low Down (1990).
Desde então Chapman lançou onze álbuns de novas gravações ou ao vivo. Seu álbum Hide Go Seek (2009) foi produzido pelo baixista fundador do Family, Jim Cregan, e foi lançado em maio de 2009. Sua aparição no sábado no dia 21 de agosto de 2010 no Rhythm Festival foi descrito como: "O concerto de despedida de Roger Chapman & The Shortlist".

## Discografia

### Com o Family
- Music in a Doll's House (1968)
- Family Entertainment (1969)
- A Song For Me (1970)
- Anyway (1970)
- Fearless (1971)
- Old Songs New Songs (1971)
- Bandstand (1972)
- It's Only a Movie (1973)

### Com o Streetwalkers

#### Álbuns
- Streetwalkers - Reprise K 54017 (1974)
- Downtown Flyers -  Vertigo 6360 123 (Reino Unido), Mercury LP SRM-1-1060 (EUA)( 1975)
- Red Card - Vertigo 9102 010 (Reino Unido), Mercury SMR-1-1083 (EUA), Repertoire REP 47-WP (CD) (1976)
- Vicious But Fair - Vertigo 9102 012 (Reino Unido), Mercury LP SRM-1-1135 (EUA), (1977)
- Streetwalkers Live - Vertigo 6641-703 (1977)
- Best of Streetwalkers - Vertigo 846-661 (1990)
- BBC Radio One Live - CD Windsong (1995)

#### Singles
- Roxianna/Crack  - Reprise (1974)
- Raingame"/Miller - Vertigo  (1975)
- Daddy Rolling Stone/Hole In Your Pocket - Vertigo (1976)
- Chilli Con Carne/But You're Beautiful - Vertigo (1977)

### Solo

#### Álbuns
- Chappo (1979)
- Live in Hamburg (1979)
- Mail Order Magic (1980)
- Hyenas Only Laugh For Fun (1981)
- The Riffburglar Album (Funny Cider Sessions) (1982)
- He Was... She Was... You Was... We Was... (Duplo, Ao vivo) (1982)
- Swag (com o Riffburglars) (1983)
- Mango Crazy (1983)
- The Shadow Knows (1984)
- Zipper (1985)
- Techno Prisoners(1987)
- Live In Berlin (1989)
- Walking The Cat (1989)
- Strong Songs - The Best Of...(1990)
- Hybrid and Lowdown (1990)
- Kick It Back (coletânea inglesa) (1990)
- Under No Obligation (1992)
- King Of The Shouters (1994)
- Kiss My Soul (1996)
- A Turn Unstoned? (1998)
- Anthology 1979-98 (1998)
- In My Own Time (ao vivo) (1999)
- Rollin' & Tumblin' (ao vivo)  - Mystic (2001)
- Chappo-The Loft Tapes, Volume 1: Manchester University 10.3.1979  - Mystic (2006 )
- Chappo-The Loft Tapes, Volume 2: Rostock 1983  - Mystic (2006 )
- Chappo-The Loft Tapes, Volume 3: London Dingwalls 15.4.1996  -  Mystic(2006)
- Chappo-The Loft Tapes, Volume 4: Live At Unca Po's Hamburg 5.3.1982  - Mystic (2006)
- One More Time For Peace  Mystic (2007)
- Hide Go Seek Hypertension Records (2009)

#### Singles
- "Shadow On The Wall" (1983) Mike Oldfield com Roger Chapman
- "How How How" (1984)

## DVD's
- At Rockpalast  Wienerworld (2004)
- Family & Friends Angel Air (2003)